# Soban
Soban (Hangul: 소반; Hanja: 小盤) são pequenas mesas semelhantes a bandejas, geralmente de madeira, usadas na Coreia para transportar alimentos e como mesas de jantar individuais. Eles são geralmente feitos de madeira de nogueira, pinho ou ginkgo, muitas vezes provenientes da área local do carpinteiro. Esculturas e murais com imagens de soban foram encontrados em tumbas que datam a época do reino Goguryeo. Além de servirem para jantar, os soban também eram usados para tarefas gerais de transporte, como escrivaninhas e pequenos altares para orações ou para queimar incenso.
Soban geralmente são bem pequenos, devido ao costume histórico de membros da família e convidados, ter sua própria mesa individual. As dimensões padrão são cerca de 30 cm x 50 cm, com as pernas com cerca de 30 cm de altura. A mesa é colocada no chão e usada enquanto está sentado.
A arte de fazer soban, chamada sobanjang, é designada uma das Propriedades Culturais Intangíveis Importantes da Coreia, e era suficientemente importante no passado para ter sido uma profissão patrocinada pelo Estado.
Os soban são geralmente classificados de várias maneiras. Normalmente eles são referidos por sua região de origem. Outro sistema padrão classifica-os pelo formato e número de pernas, o mais popular é o hojokban ou "perna de tigre". O formato da superfície da mesa (retangular, circular, octogonal etc.) também é usada para diferenciá-los.